# Innbrücke (Braunau–Simbach)
Die Innbrücke zwischen Braunau und Simbach ist eine Straßenbrücke über den Fluss Inn. Sie verbindet die Städte Braunau am Inn in Oberösterreich und Simbach am Inn in Bayern. Simbach zeigt die Innbrücke im Wappen.

## Lage
Die Grenzabfertigung findet aus Platzgründen in Simbach statt, ebendort befindet sich ein altes Zollhaus beider Staaten. Von Deutschland aus bis zur Brückenmitte trägt die Straße auf der Brücke die Bezeichnung Staatsstraße 2112. In Braunau führt die Straße nach einem Kreisverkehr auf den Stadtplatz in der Altstadt bzw. in die „Simbacher Straße“.
Etwa 350 Meter nordöstlich der Straßenbrücke überquert die Eisenbahnbrücke Simbach–Braunau den Inn.

## Geschichte

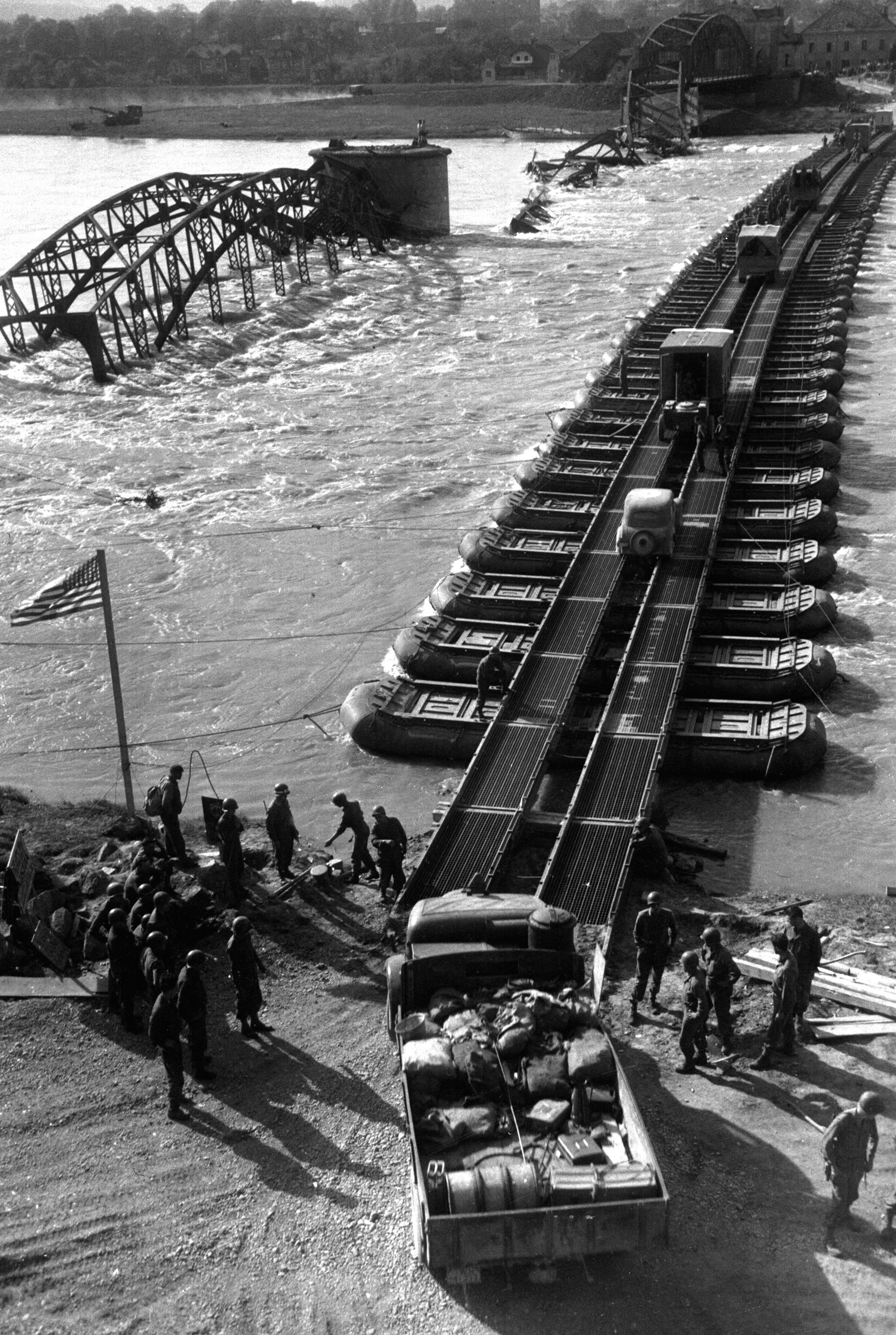
Pontonbrücke (11. Mai 1945) neben der am 1. Mai 1945 zerstörten Brücke

- Eine Holzbrücke wurde beim Stadtbrand von Braunau im Jahre 1380 zerstört.

- Die erste moderne Brücke wurde zwischen 1892 und 1894 erbaut und hatte eine fünfbogige Eisenkonstruktion; auf der österreichischen Seite befand sich ein größeres Portal als Einfahrt. Die gesamte Brücke wurde am 1. Mai 1945 von der Wehrmacht aus taktischen Gründen zerstört. Die Reste wurden zwischen 1947 und 1949 abgetragen.[1]

- Von 1945 bis 1949 bestand eine Pontonbrücke der Streitkräfte der Vereinigten Staaten.

- 1950 wurde eine neue feste Brücke fertiggestellt.[2] Die Stahlbetonkonstruktion trägt eine zweispurige Asphaltfahrbahn (je eine Fahrbahn pro Richtung) und je ein Gehweg pro Seite. Zur Länge werden 272,0 Meter genannt.[3]

- Bei der Flüchtlingskrise in Europa ab 2015 war die Brücke für 3 Tage für KFZ gesperrt, da sich dort Flüchtlinge aufhielten oder nach Deutschland gingen.[4]

## Kunst am Bau

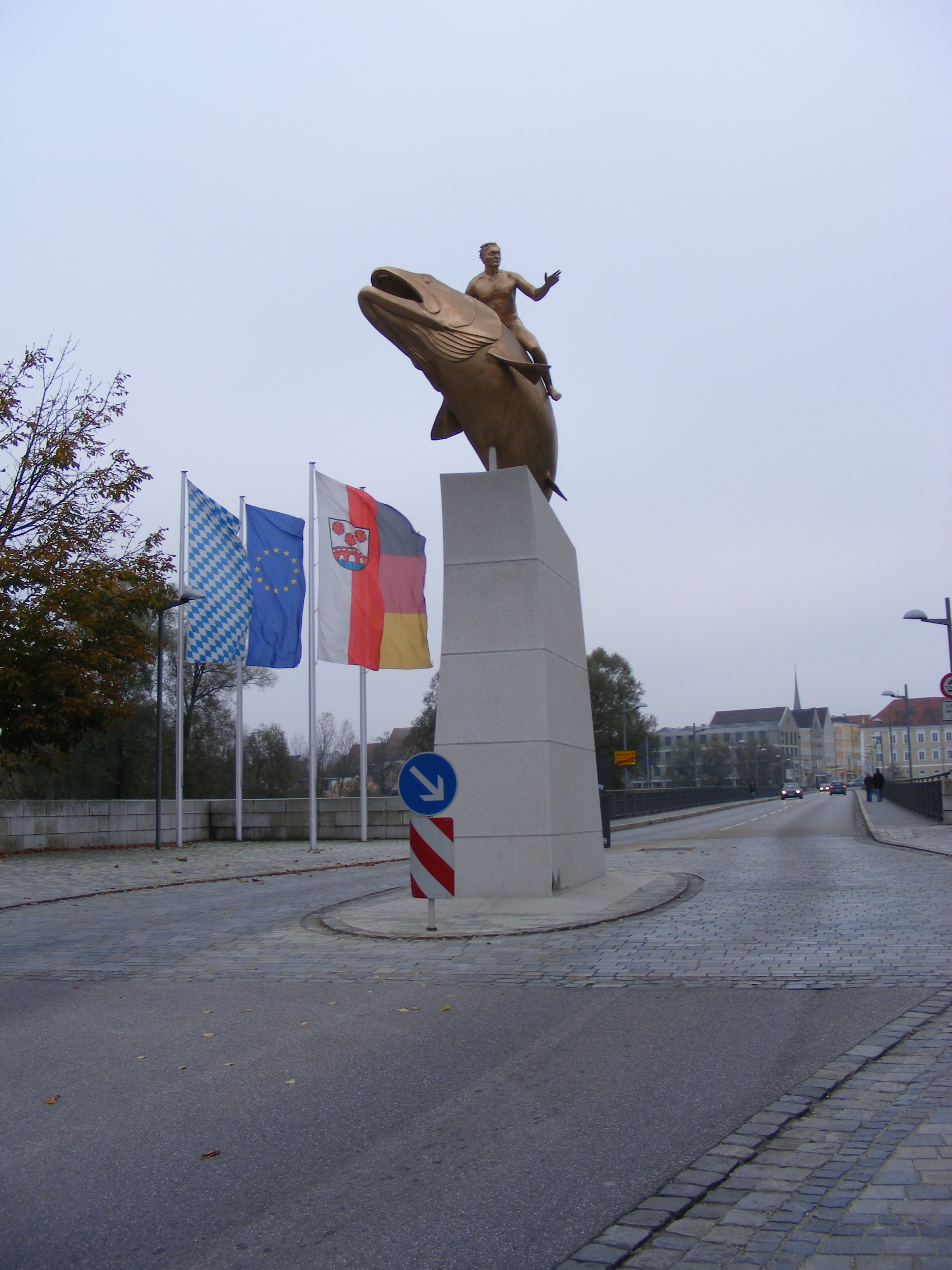
Skulptur „Aenus reitet auf einem Huchen“ (Blick in Richtung Braunau)

Am Anfang der Brücke in Simbach befindet sich seit dem 12. April 2008 eine Großskulptur des Bildhauers Dominik Dengl. Die Bronzeplastik zeigt den Flussgott Aenus (die lateinische Bezeichnung des Inn), der auf einem Huchen reitet. Der Huchen ist der größte im Inn lebende Raubfisch.